# Theodor Schaller
Karl Theodor Schaller (* 15. September 1900 in Dahn; † 6. April 1993 in Speyer) war ein evangelischer Theologe und von 1964 bis 1969 Kirchenpräsident der Evangelischen Kirche der Pfalz (Protestantische Landeskirche).

## Leben und Werdegang
Schaller wurde als Sohn eines Pfarrers geboren. Er wuchs zunächst in Dahn, später in Speyer auf, wo sein Vater Religionslehrer am Gymnasium war, wo Schaller 1919 das Abitur ablegte. Anschließend studierte er Germanistik in Heidelberg und dann Evangelische Theologie in Tübingen und Berlin. Nach Beendigung seines Studiums war Schaller Vikar und Pfarrer in Lambrecht und Homburg (Saar). Er ließ sich jedoch mehrmals beurlauben und leitete die Volkshochschule in Diemerstein bei Kaiserslautern.
1929 wurde Schaller Pfarrer in Wilgartswiesen und war auch am Predigerseminar Landau in der Pfalz tätig, dessen Mitleitung er ab 1936 übernahm. Auch während des Zweiten Weltkriegs war Schaller pfarramtlich tätig.
1946 wurde er in die Kirchenleitung der Evangelischen Kirche der Pfalz berufen, wo er 1948 zum Oberkirchenrat ernannt wurde. Im März 1961 stieg er zum Stellvertreter von Kirchenpräsident Hans Stempel auf. Als dieser 1964 in den Ruhestand ging, kandidierte Schaller als dessen Nachfolger und wurde am 16. März 1964 von der Landessynode zum Kirchenpräsident gewählt.
Schaller gehörte auch zum Kreis der Sprecher der ARD-Sendung Das Wort zum Sonntag.
Nach Erreichen der Altersgrenze 1969 trat Schaller in den Ruhestand. Die Landessynode wählte dann seinen bisherigen Stellvertreter Walter Ebrecht zu seinem Nachfolger.

## Auszeichnungen
Schaller erhielt im Februar 1953 die Ehrendoktorwürde der theologischen Fakultät der Johannes Gutenberg-Universität Mainz.